# Цветелин Чунчуков
Цветелин Луков Чунчуков е български футболист, който играе като централен нападател на втородивизионния румънски Стяуа (Букурещ). Роден е на 26 декември 1994 г. в Пазарджик.

## Кариера
През сезон 2012/2013 Чунчуков играе за Левски (София) в Елитната група до 19 години. През април 2013 г. напуска Левски и подписва първи професионален договор за три години с Ботев (Пловдив) .

### Раковски
През лятото на 2013 г. Чунчуков е преотстъпен за един сезон от Ботев на Раковски. Взима участие в 15 срещи в Б група и вкарва един гол . Бележи и едно попадение за Купата на България срещу Добруджа (Добрич) .

### Ботев (Пловдив)
Цветелин Чунчуков се завръща в Ботев (Пловдив) за сезон 2014/2015 г. Прави дебют за мъжкия отбор под ръководството на Любо Пенев при победата с 4:0 над Либертас за турнира Лига Европа . Продължава да получава доверие и след назначаването на Велислав Вуцов за треньор на отбора. Чунчуков вкарва първия си гол за Ботев (Пловдив) във втория предварителен кръг на Лига Европа срещу австрийския ШКН Санкт Пьолтен на 17 юли 2014 г. . Дебютира в А група на 20 юли при победата над Локомотив София и изработва дузпата, от която е реализирано и единственото попадение в срещата .

### Лудогорец
През лятото на 2015 г. Чунчуков преминава в Лудогорец. Вкарва първия си гол за тима на 1 юли 2015 г. в приятелската среща „Лудогорец“- КС Университатя (Крайова) завършила 1-0 за „Лудогорец“ . Дебютира за „Лудогорец“ в официален мач от А ПФГ на 18 юли 2015 г. в срещата от първия кръг „Литекс“-„Лудогорец“ 2-0 .

## Успехи

### Лудогорец
- Шампион на A ПФГ: 2015-2016, 2016-2017